# الغربان الثلاثة السود

الغربان الثلاثة (Three crows) هو مصطلح يستخدمه محللو سوق الأسهم لوصف تراجع السوق. يظهر على مخطط الشموع في الأسواق المالية. تتكشف عبر ثلاث جلسات تداول، وتتكون من ثلاث شموع طويلة تتجه نحو الأسفل مثل الدرج. يجب أن تفتح كل شمعة دون فتح اليوم السابق، من الناحية المثالية في النطاق السعري المتوسط لليوم السابق. يجب أن تغلق كل شمعة بشكل تدريجي للأسفل لتكوين قاع جديد على المدى القريب. يشير النمط إلى انعكاس قوي للسعر من سوق صاعد إلى سوق هابطة.
تساعد الغربان الثلاثة على تأكيد انتهاء السوق الصاعدة وتحول معنويات السوق إلى سلبية. في تقنيات رسم الشموع اليابانية، يقول المحلل الفني ستيف نيسون: «من المحتمل أن تكون الغربان الثلاثة مفيدة للمتداولين على المدى الطويل.»
نمط الشموع هذا له نظيره المعروف باسم الجنود البيض الثلاثة، والتي تساعد سماتهم في تحديد الانعكاس الصعودي أو ارتفاع السوق.

## روابط خارجية
- مخططات الأسهم - مسرد
- Investopedia - قاموس